# رشيدة وردان
رشيدة وردان هي لاعبة جودو جزائرية وُلدت في 2 مايو 1979، ومثلت الجزائر في دورة الألعاب الأولمبية الصيفية عام 2004 وفي دورة الألعاب الأولمبية الصيفية عام 2008 في منافسات الوزن أقل من 70 كيلوغرام.

## المشاركات والميداليات
في عام 2004، شاركت رشيدة وردان في دورة الألعاب الأولمبية الصيفية التي أقيمت في مدينة أثينا باليونان، وخرجت من الدور التمهيدي للبطولة بعدما خسرت في أول مباراة لها أمام اللاعبة الصينية تشين دونجيا، ثُم شاركت في دورة الألعاب الإفريقية عام 2007، والتي أقيمت في مدينة الجزائر العاصمة بالجزائر، وحصلت منها على الميدالية الذهبية في منافسات الوزن أقل من 70 كيلوغرام للسيدات. شاركت رشيدة وردان أيضًا في عدة نسخ من بطولة إفريقيا للجودو، وحصدت منها العديد من الميداليات والألقاب كان آخرها الميدالية الذهبية التي فازت بها في منافسات الوزن أقل من 70 كيلوغرام للسيدات في بطولة إفريقيا للجودو عام 2008، وفي نفس العام، عادت رشيدة وردان لتشارك مجددا في دورة الألعاب الأولمبية الصيفية التي أقيمت في مدينة بكين بالصين، ولكنها خسرت مباراتها في الجولة الثانية بالدور التمهيدي للبطولة أمام اللاعبة الهولندية إديث بوش، ثُم فازت في المباراة التالية على لاعبة فيجي سيسيليا ناسيجا، ولكنها خسرت بعد ذلك مباراة الإعادة الثانية بالعلامة الكاملة أمام اللاعبة روندا روزي لتحتل في النهاية المركز التاسع في منافسات الوزن أقل من 70 كيلوغرام للسيدات في البطولة.
شاركت رشيدة وردان أيضًا في دورة ألعاب البحر الأبيض المتوسط في عامي 2001 و2009 وحصدت منها ميدالية فضية وميدالية برونزية في منافسات الوزن أقل من 70 كيلوغرام للسيدات. ويوضح الجدول التالي أهم المُسابقات والبطولات التي شاركت فيها رشيدة وردان، وأبرز الميداليات والألقاب التي حققتها في البطولات والمسابقات المختلفة:
| العام | المسابقة                       | المكان                   | المنافسات                        | الترتيب/الميدالية                   | ملاحظات                                                                                      |
| ----- | ------------------------------ | ------------------------ | -------------------------------- | ----------------------------------- | -------------------------------------------------------------------------------------------- |
| 2000  | بطولة إفريقيا للجودو           | الجزائر العاصمة، الجزائر | الوزن أقل من 70 كيلوغرام للسيدات | المركز الثالث (الميدالية البرونزية) |                                                                                              |
| 2001  | ألعاب البحر الأبيض المتوسط     | تونس العاصمة، تونس       | الوزن أقل من 70 كيلوغرام للسيدات | المركز الثاني (الميدالية الفضية)    |                                                                                              |
| 2001  | بطولة إفريقيا للجودو           | طرابلس، ليبيا            | الوزن أقل من 70 كيلوغرام للسيدات | المركز الثاني (الميدالية الفضية)    |                                                                                              |
| 2004  | بطولة إفريقيا للجودو           | تونس العاصمة، تونس       | الوزن أقل من 70 كيلوغرام للسيدات | المركز الأول (الميدالية الذهبية)    |                                                                                              |
| 2004  | دورة الألعاب الأولمبية الصيفية | أثينا، اليونان           | الوزن أقل من 70 كيلوغرام للسيدات | لم تتأهل                            | خرجت من الدور التمهيدي للبطولة بعدما خسرت في أول مباراة لها أمام اللاعبة الصينية تشين دونجيا |
| 2006  | بطولة إفريقيا للجودو           | بورت لويس، موريشيوس      | الوزن أقل من 70 كيلوغرام للسيدات | المركز الأول (الميدالية الذهبية)    |                                                                                              |
| 2007  | دورة الألعاب الإفريقية         | الجزائر العاصمة، الجزائر | الوزن أقل من 70 كيلوغرام للسيدات | المركز الأول (الميدالية الذهبية)    |                                                                                              |
| 2007  | دورة الألعاب العربية           | القاهرة، مصر             | الوزن أقل من 78 كيلوغرام للسيدات | المركز الأول (الميدالية الذهبية)    | فازت في المباراة النهائية على اللاعبة المصرية مي حسين                                        |
| 2008  | بطولة إفريقيا للجودو           | أكادير، المغرب           | الوزن أقل من 70 كيلوغرام للسيدات | المركز الأول (الميدالية الذهبية)    |                                                                                              |
| 2008  | دورة الألعاب الأولمبية الصيفية | بكين، الصين              | الوزن أقل من 70 كيلوغرام للسيدات | المركز التاسع                       | خرجت من الجولة الثانية في الدور التمهيدي للبطولة بعد خسارتها أمام اللاعبة روندا روزي         |
| 2009  | ألعاب البحر الأبيض المتوسط     | بسكارا، إيطاليا          | الوزن أقل من 70 كيلوغرام للسيدات | المركز الثالث (الميدالية البرونزية) | فازت في المباراة النهائية بالعلامة الكاملة على اللاعبة التركية أونال سدبة                    |